# جوني غرين
جوني غرين (بالإنجليزية: Johnny Green)‏ هو ملحن ومنتج أفلام وعازف بيانو وكاتب أغاني وموسيقي وعازف وشاعر أمريكي، ولد في 10 أكتوبر 1908 في فار روكواي ‏ في الولايات المتحدة، وتوفي في 15 مايو 1989 في بيفرلي هيلز في الولايات المتحدة.

## وصلات خارجية
- جوني غرين على موقع IMDb (الإنجليزية)
- جوني غرين على موقع ميوزك برينز (الإنجليزية)
- جوني غرين على موقع قاعدة بيانات برودواي على الإنترنت (الإنجليزية)
- جوني غرين على موقع قاعدة بيانات برودواي على الإنترنت (الإنجليزية)
- جوني غرين على موقع قاعدة بيانات برودواي على الإنترنت (الإنجليزية)
- جوني غرين على موقع إن إن دي بي (الإنجليزية)
- جوني غرين على موقع أول ميوزيك (الإنجليزية)
- جوني غرين على موقع ديسكوغز (الإنجليزية)
- جوني غرين على موقع قاعدة بيانات الفيلم (الإنجليزية)